# FF Dax

Schriftbeispiel für die FF Dax

Die FF Dax ist eine humanistische serifenlose Schriftart, die von Hans Reichel zwischen 1995 und 1997 für FontFont gestaltet wurde. Typisches Merkmal sind die fehlenden Sporne an den Übergängen zwischen runden und geraden Buchstabenteilen, wodurch sie sehr klar und reduziert wirkt. Diese Merkmale sind ebenfalls bei anderen von Reichel entworfenen Schriften (Barmen/Barmeno (H. Berthold AG, 1983) und deren Überarbeitung FF Sari sowie FF Schmalhans) zu finden.
2005 gestaltete Reichel eine Version der FF Dax mit geringerem Strichstärkenkontrast, die unter dem Namen FF Daxline veröffentlicht wurde und sich dadurch insbesondere für größere Textmengen eignet.
Die Schrift UPS Sans, die seit 2005 im Markenauftritt von UPS verwendet wird, ist eine modifizierte FF Dax. United Parcel Service verwendete sie ohne Lizenzierung durch FontShop. Der daraus resultierende Rechtsstreit wurde mit einem Vergleich beigelegt.

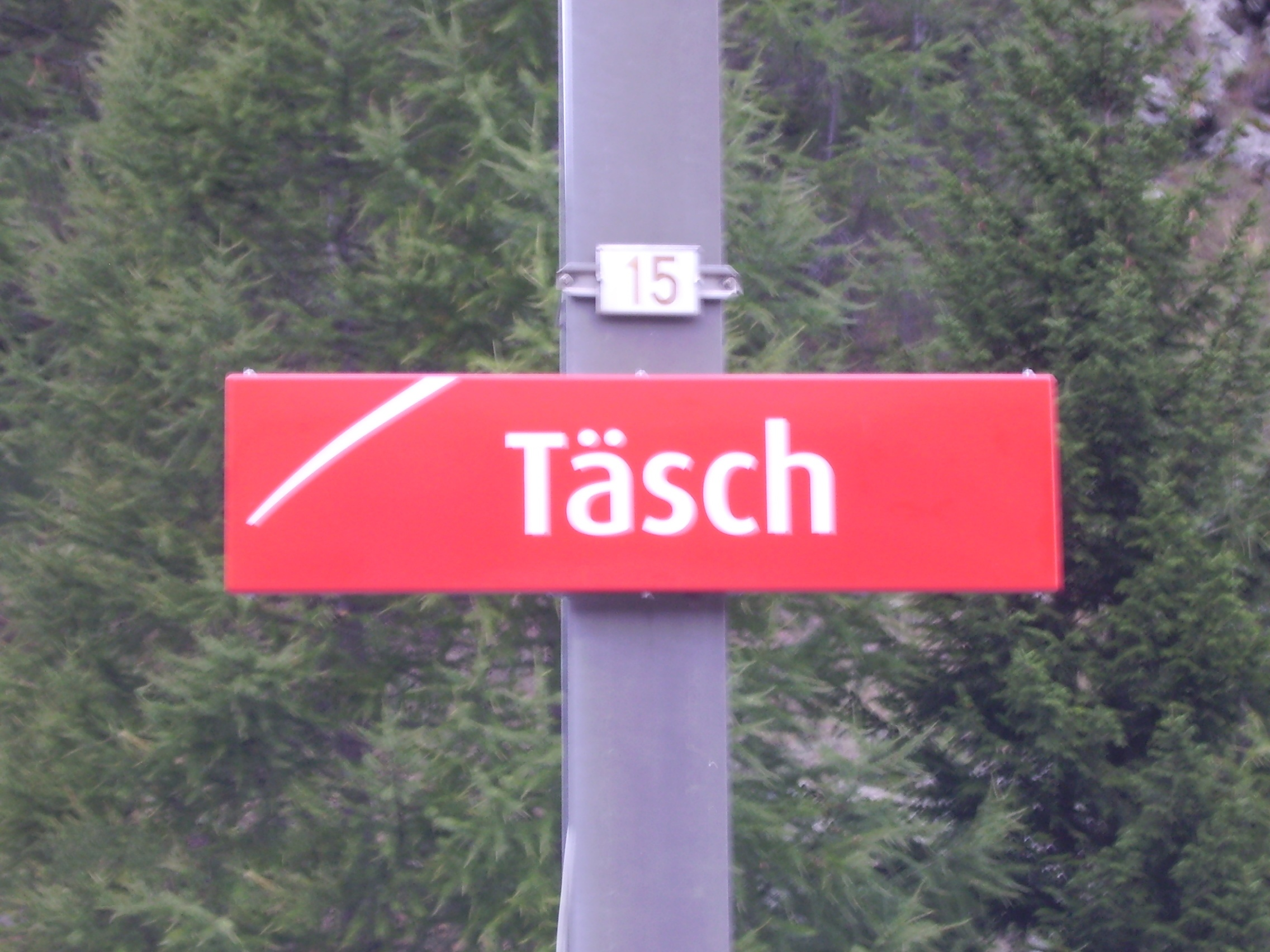
Stationsschild der MGB mit FF Dax

Norisbank-Logo

Die FF Dax ist beliebt in der Werbung und für Markenauftritte und Logos, z. B. für:
- Wm Morrison Supermarkets (UK)
- Wahlkampfauftritt von David Cameron 2005 und nach dessen Wahlsieg für die britischen Konservativen
- Neue Demokratische Partei (Kanada)
- Matterhorn-Gotthard-Bahn (MGB, Schweiz)
- New Scientist (Titelschrift)
- Meteonews Hausschrift
- Linde AG (modifizierte Variante „LindeDax“)
- Norisbank
- comdirect (leicht modifiziert, ohne Punkt auf dem i)
- Bank of Montreal (Kanada)
- Fernsehserie How I Met Your Mother